# Melina, Banjaluka
Melina je naselje v mestu Banjaluka, Bosna in Hercegovina. 

## Deli naselja
Babići, Berendike, Blagojevići, Bobari, Čavići, Ćutići, Donji Majstorovići, Donji Savići, Gornje Lužije, Gornji Majstorovići, Gračani, Klincovi, Kneževići, Koljančići, Kragulji, Maksimovići, Markovići, Melina, Mirčići, Palačkovići, Petkovići, Popovići, Radići, Srednje Lužije, Štekovići, Štrbci, Trivundže in Zeljkovići. 

## Prebivalstvo
| Pregled števila prebivalcev po letih | Pregled števila prebivalcev po letih | Pregled števila prebivalcev po letih | Pregled števila prebivalcev po letih | Pregled števila prebivalcev po letih | Pregled števila prebivalcev po letih |
| ------------------------------------ | ------------------------------------ | ------------------------------------ | ------------------------------------ | ------------------------------------ | ------------------------------------ |
| 1948                                 | 1953                                 | 1961                                 | 1971                                 | 1981                                 | 1991                                 |
| -                                    | -                                    | 1.892                                | 1.940                                | 1.485                                | 1.260                                |

| Narodna sestava prebivalstva po letih                                                                                          | Narodna sestava prebivalstva po letih                                                                                             | Narodna sestava prebivalstva po letih                                                                                          |
| --- | --- | --- |
| 1971 | 1981 | 1991 |
| . skupaj: 1.940 Srbi 1.930 (99,48 %) Hrvati 2 (0,10 %) Muslimani 2 (0,10 %) Jugoslovani 0 (0,00 %) drugi in neznano 6 (0,30 %) | . skupaj: 1.485 Srbi 1.326 (89,29 %) Muslimani 2 (0,13 %) Hrvati 1 (0,06 %) Jugoslovani 131 (8,82 %) drugi in neznano 25 (1,88 %) | . skupaj: 1.260 Srbi 1.248 (99,04 %) Hrvati 3 (0,23 %) Muslimani 1 (0,07 %) Jugoslovani 5 (0,39 %) drugi in neznano 3 (0,23 %) |